# 石山英憲
石山英憲は、日本の演出家、劇作家。Theatre劇団子主宰。

## 来歴
1992年10月、日本大学芸術学部映画学科演技コース在籍中にTheatre劇団子を旗揚げ。大学卒業とともに一時休団するも、二年後に再びメンバーが集結し活動を再開。同大学映画学科撮影コース出身の照山明が映像スタッフとして加入し、舞台に映像を取り入れた演出を試みるように。2006年CX「劇団演技者。」にて「カーラヂオが終われば」がドラマ化（脚本・演出：石山英憲）され、出演したホーム・チーム (お笑い)をゲストに迎えて同作品をその秋に上演した。

## 主な作品
- 「トレジャーのある街」 1993年
- 「調子っぱずれのエピローグ」 1994年
- 「ハレルヤは幸福をつれて」 1995年
- 「ハッピーデイズは夜明けとともに」 1998年
- 「ほんの2ミリ泣いた夜には」 1998年
- 「うちにテレビが来た日」 1998年
- 「カーラヂオが終われば」 1999年
- 「たとえばナイスな昼下がり」 2000年
- 「ラッキー食堂の人々」 2001年
- 「グッドモーニングですよ王様!」 2002年
- 「星降る夜のスタジアム」 2003年
- 「カメコが笑った日」 2003年
- 「だからジョニーは殴られる」 2004年
- 「好きよキャプテン」 2004年
- 「テレビの楽屋」 2005年
- 「公園で逢いまショウ」 2005年
- 「君とボク」 2006年
- 「カーラヂオが終われば」 2006年
- 「遥かなる山でヤッホッホ」 2007年
- 「ペダルをめっちゃ漕ぐ」 2008年
- 「ストイックだよ全員集合!」 2009年
- 「好きよキャプテン」（再演） 2010年
- 「マグロを釣るつもりじゃなかった」 2010年
- 「愛知のオンナ」（再演） 2010年
- 「もう一つのシアター!」（原作：シアター!（著:有川浩、メディアワークス文庫刊） 2011年
- 「そのペン書けず。」 2011年
- 「カメコが笑った日/トキタ荘の冬」 2011年
- 「恋するロビンソン」2012年
- 「落人たちのブロードウェイ」 2012年
- 「トウキョウの家族」 2015年
- 「セリフを下さい」 2016年